# Philonotis fontana
Philonotis fontana, das Gemeine Quellmoos, ist ein formenreiches, zweihäusiges Laubmoos, welches vorwiegend an feuchten, kalkarmen Standorten vorkommt. In neuerer Zeit werden wegen der zunehmenden Umweltverschmutzung Sporenkapseln nur noch selten ausgebildet. Meist tritt nun die vegetative Vermehrung durch knospenförmige Brutkörper in den Vordergrund. Das Moos eignet sich daher als Zeigerart für wenig verschmutztes Wasser. Durch einen feinen, wasserabweisenden Wachsüberzug der Pflanzen ist das Moos schwer benetzbar. Der Gattungsname entstammt dem griechischen philos (Freund) und notia (Feuchtigkeit).

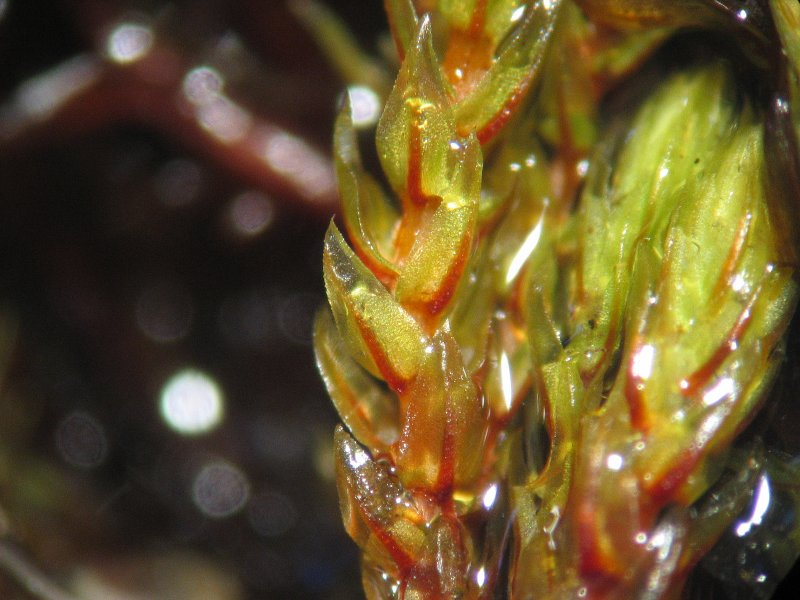
Detailaufnahme der Blätter

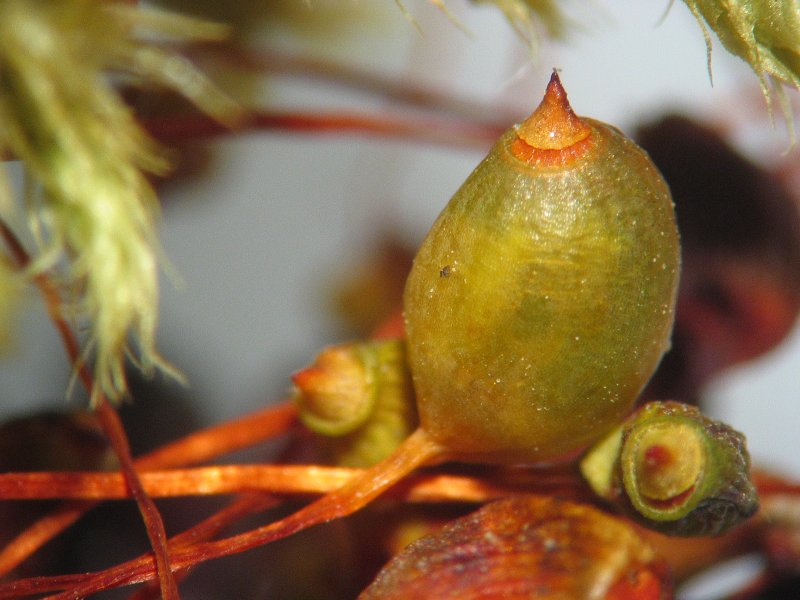
Detail einer Sporenkapsel

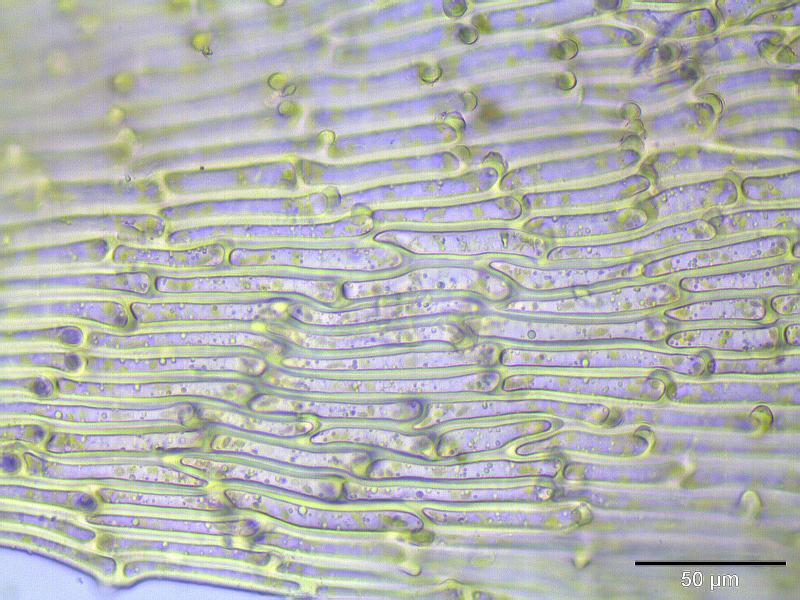
Mamillöse Laminazellen

## Erkennungsmerkmale
Philonotis fontana bildet kleine bis ausgedehnte Polster und sind auffallend gelbgrün bis bläulichgrün gefärbt. Die schwer benetzbaren Pflanzen werden meist um die 8 cm groß. Die Wuchshöhe kann jedoch zwischen 1 cm und 20 cm schwanken. Die männlichen Pflanzen sind häufig im oberen Teil bäumchenartig verzweigt. Dort werden nicht selten knospenförmige Brutkörper (Perichaetien) gebildet. Diese stehen zwischen kurzen, waagerechten Seitenästen an der Spitze der Stämmchen. Die schwach einseitswendigen, aufrecht abstehenden, eiförmig lanzettlichen Blätter verlaufen aus einer breiten Basis ziemlich schnell in eine scharfe, gezähnte Spitze. Die Zähne am Blattrand treten stets paarig auf. Die an der Blattbasis meist faltigen Blätter werden bis 2 mm lang und 1 mm breit. Die Blattrippe erreicht gewöhnlich die Blattspitze und ist an der Basis um die 100 bis 130 µm breit. Die charakteristischen länglich-rechteckigen Laminazellen haben an ihrem unteren Ende (zum Blattgrund hin) eine große Mamille (mamillös). Sie werden zwischen 30 und 65 µm lang und 6 bis 15 µm breit. Die fast kugeligen, waagerechten bis geneigten Sporenkapseln stehen auf einer bis 7 cm langen, rötlichen Seta. Sie werden in neuerer Zeit jedoch nur noch selten ausgebildet. Meist tritt nun die vegetative Vermehrung durch knospenförmige Brutkörper in den Vordergrund.
Verwechslungsgefahr besteht vor allem mit dem kalkholden Philonotis calcarea, welche in der Blattspitze jedoch keine verschmälerten Laminazellen aufweist, keine faltigen Stängelblätter ausbildet und deren Blätter meist allmählich verschmälert sind.

## Verbreitung und Standortansprüche
Philonotis fontana besiedelt lichtreiche, kalk- und nährstoffarme, zumeist kalte Quellbereiche. Es kommt in basenarmen Flach- und Zwischenmooren, an quellig durchsickerten Erdrainen und auf überrieselten Quellgesteinen vor. Häufige Begleitmoose sind Dicranella palustris, Pellia epiphylla, Scapania undulata oder in Mooren auch Drepanocladus revolvens und Aulacomnium palustre. Das Moos besitzt hauptsächlich ein circumboreales Verbreitungsareal. Während es im Norden Europas und Asiens recht häufig ist, kommt es in den südlichen Bereichen nur in den Alpen bis in die subnivale Stufe vor. Im Norden und der Mitte Deutschlands ist es außerhalb der Gebirge ziemlich selten. Es kommt zudem in Teilen der Gebirge Nord- und Ostafrikas und Nord-Amerikas vor.